# Henry Hardinge, 1:e viscount Hardinge
Henry Hardinge, 1:e viscount Hardinge, född den 30 mars 1785 i Wrotham, Kent, död den 24 september 1856 i South Park nära Tunbridge Wells, var en brittisk general och statsman, generalguvernör av Indien. 

## Biografi
Hardinge inträdde redan som gosse i brittiska armén som fänrik och utmärkte sig särskilt som vice generalkvartermästare vid den portugisiska armén under Wellingtons fälttåg på Pyreneiska halvön 1808–1815, i synnerhet i slagen vid Albuera (1811) och Vitoria (1813). 
Han deltog i 1815 års fälttåg mot Napoleon I som engelsk kommissarie i preussiska högkvarteret (till 1818) och åtnjöt i ovanligt hög grad Wellingtons förtroende. I slaget vid Ligny blev han illa sårad i vänstra handen, som måste amputeras. Hardinge hade 1815 erhållit knightvärdighet och befordrades 1821 till överste. 
Hardinge, som 1820 blivit medlem av underhuset, tillhörde juli 1828–juli 1830 som krigsminister och juli–november samma år som minister för Irland Wellingtons konservativa ministär samt var under Peel minister för Irland juli-december 1834 och krigsminister 1841–1844. 
På Wellingtons förslag utsågs han 1844 till generalguvernör i Indien. Under hans ämbetstid inföll första sikhkriget. Hardinge deltog i de militära operationerna som närmaste man under general Gough och ledde med lysande tapperhet sin häravdelning vid Ferozeshah (21 december 1845) och slaget vid Sobraon (10 februari 1846), varefter han dikterade fredsvillkoren för sikherna i Lahore. Samma år upphöjdes han till viscount Hardinge. 
I januari 1848 efterträddes Hardinge som generalguvernör av lord Dalhousie; han sändes i augusti samma år till Irland för att i nödfall med militärmakt kuva ett befarat uppror och blev 1852 Wellingtons efterträdare som brittiska arméns överbefälhavare. Som sådan var han alltför obenägen för reformer och fick uppbära en dryg del av klandret för arméns oförberedda tillstånd vid Krimkrigets utbrott 1854. Han utnämndes 1855 till fältmarskalk.